# Sigrid Hjertén

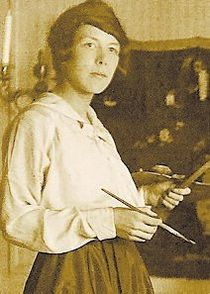
Sigrid Hjertén

Sigrid Hjertén (* 27. Oktober 1885 in Sundsvall; † 24. März 1948 in Stockholm) war eine schwedische Malerin des  Expressionismus.

## Leben
Sigrid Hjertén stammte aus einer wohlhabenden Kaufmannsfamilie und wuchs in Stockholm auf. Nach einer Ausbildung zur Zeichenlehrerin hatte sie zunächst vor, Textildesign in England zu studieren. Im Frühjahr 1909 lernte sie den Maler Isaac Grünewald (1889–1946) kennen, der an der Académie Matisse studierte und sie überzeugte, ihm nach Paris zu folgen.

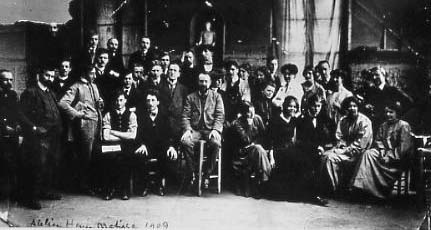
Henri Matisse mit Studenten in seiner Académie Matisse, Paris, 1909.

Hjertén wurde Schülerin von Henri Matisse. Ihre ersten Ölgemälde, überwiegend Aktstudien und Stillleben, waren noch stark von Paul Cézanne beeinflusst. Nach ihrer Rückkehr nach Stockholm, der Heirat mit Isaac Grünewald und der Geburt ihres gemeinsamen Sohnes Iván trat Hjertén als einzige Frau der progressiven Künstlergruppe De åtta (Die Acht) bei. Im Frühjahr 1912 stellte sie erstmals ihre Werke aus. Hjerténs Rolle im schwedischen Kunstleben und die Aktivitäten der Avantgardegruppen De unga (Die Jungen) und Die Acht lassen sich mit der zeitgleichen Bewegung des 1911 gegründeten Blauen Reiter in Deutschland und mit der Rolle Gabriele Münters – der Lebensgefährtin Wassily Kandinskys – vergleichen.
Anfang der 1920er Jahre übersiedelte Hjertén zusammen mit ihrer Familie erneut nach Paris, wo sie ein zurückgezogenes Privatleben führte. Im Jahr 1928 machten sich die ersten Anzeichen einer Geisteskrankheit bemerkbar. 1932 kehrte die Familie deshalb nach Stockholm zurück.
Sigrid Hjertén starb 1948 im Alter von 62 Jahren in einer Stockholmer Psychiatrischen Klinik an den Folgen einer misslungenen Lobotomie.

## Ausstellungen
- 1999: Städtische Galerie im Lenbachhaus und Kunstbau München: Sigrid Hjertén –  Wegbereiterin des Schwedischen Expressionismus, 14. Juli – 10. Oktober 1999